# Aphrodisium basifemoralis
Aphrodisium basifemoralis är en skalbaggsart som först beskrevs av Maurice Pic 1902.  Aphrodisium basifemoralis ingår i släktet Aphrodisium och familjen långhorningar. Inga underarter finns listade i Catalogue of Life.